# Laurent Bateau
Pour les articles homonymes, voir Bateau (homonymie).
Laurent Bateau est un acteur français.

## Biographie
Laurent Bateau commence sa carrière au théâtre puis dans une série télévisée diffusée en 1992 sur Antenne 2, Goal. Après cette expérience, il retourne au théâtre le temps de quelques pièces entre 1993 et 1999. En 1996, il décroche un petit rôle dans Capitaine Conan de Bertrand Tavernier. Par la suite, on le remarque en ami d'Yvan Attal dans Ma femme est une actrice, en espion malchanceux dans OSS 117 : Le Caire, nid d'espions, en ami de Coluche dans Coluche : L'Histoire d'un mec, en mari de Karin Viard dans Polisse...
De 2010 à 2012, il interprète Crémieux, un industriel juif dans la série Un village français.
Il est également au générique de plusieurs miniséries à succès :  Disparue, Le Mystère du lac, Philharmonia.

## Filmographie

### Cinéma
- 1996 : Capitaine Conan de Bertrand Tavernier : soldat Perrin
- 2000 : L'Envol de Steve Suissa : homme au casting
- 2000 : Le Roman de Lulu de Pierre-Olivier Scotto
- 2001 : Mortel Transfert de Jean-Jacques Beineix : le dépressif
- 2001 : Belphégor, le fantôme du Louvre de Jean-Paul Salomé : gardien du Louvre
- 2001 : Ma femme est une actrice d'Yvan Attal : Vincent
- 2003 : Je reste ! de Diane Kurys : Bansart
- 2003 : Elle est des nôtres de Siegrid Alnoy : employé Promocash
- 2004 : Le Grand Rôle de Steve Suissa : Elie Weill
- 2004 : Tout le plaisir est pour moi de Isabelle Broué : Thomas
- 2005 : Le Plus Beau Jour de ma vie de  Julie Lipinski : Bertrand
- 2005 : Edy de Stéphan Guérin-Tillié : le guignol
- 2005 : Cavalcade de Steve Suissa : Darius
- 2006 : OSS 117 : Le Caire, nid d'espions de Michel Hazanavicius : Gardenborough
- 2007 : Danse avec lui de Valérie Guignabodet : l'homme du bar
- 2008 : Coluche : L'Histoire d'un mec d'Antoine de Caunes : Jean-Paul
- 2008 : Ça se soigne ? de Laurent Chouchan : Docteur Goeborg
- 2008 : LOL de Lisa Azuelos : Romain
- 2009 : Une affaire d'État d'Éric Valette : Pascal Chardon
- 2009 : Le Concert de Radu Mihaileanu : Bertrand
- 2009 : Le Bal des actrices de Maïwenn : médecin
- 2009 : La Guerre des miss de Patrice Leconte : Jean-René Pouchard
- 2010 : Au-delà (Hereafter) de Clint Eastwood : producteur TV
- 2010 : Le Mac de Pascal Bourdiaux : Rafart
- 2011 : Polisse de Maïwenn : Hervé
- 2012 : Radiostars de Romain Levy : Frédérico
- 2012 : Win Win de Claudio Tonetti : Christian Fleury
- 2013 : Je ne suis pas mort de Mehdi Ben Attia : Eugène
- 2014 : Fiston de Pascal Bourdiaux : Benoît Legrand
- 2015 : Le Goût des merveilles d'Éric Besnard : Paul
- 2016 : Tout schuss de Stéphan Archinard, François Prévôt-Leygonie : Yann
- 2016 : Les Naufragés de David Charhon : Karl
- 2017 : Dalida de Lisa Azuelos : le psy
- 2017 : Mes trésors de Pascal Bourdiaux : le notaire
- 2017 : Sales Gosses de Frédéric Quiring : le père d'Alex
- 2018 : Blockbuster de July Hygreck : Papa de Lola
- 2018 : La Belle et la Belle de Sophie Fillières : Jérôme
- 2018 : Tout le monde debout de Franck Dubosc : Lucien
- 2018 : Le Retour du héros de Laurent Tirard : Monsieur Dunoyer
- 2018 : 100 kilos d'étoiles de Marie-Sophie Chambon : médecin du centre
- 2018 : Moi et le Che de Patrice Gautier : l'ami de Go
- 2018 : At Eternity's Gate de Julian Schnabel : Joseph Roulin
- 2019 : Mais vous êtes fous de Audrey Diwan : l'expert
- 2019 : Toute ressemblance de Michel Denisot : Yvon Kepler
- 2020 : 10 jours sans maman de Ludovic Bernard : Didier Richaud
- 2020 : Les Blagues de Toto de Pascal Bourdiaux : Fabrice
- 2020 : Le Discours de Laurent Tirard : le médecin
- 2021 : Délicieux d'Éric Besnard : Dumortier
- 2021 : C'est magnifique ! de Clovis Cornillac : Marc
- 2022 : King de David Moreau : Martin
- 2022 : Les Têtes givrées de Stéphane Cazes : Pascal, le maire
- 2023 : Les Blagues de Toto 2 : Classe verte de Pascal Bourdiaux : Fabrice
- 2024 : Jamais sans mon psy d'Arnaud Lemort : Michel
- 2025 : La Vie devant moi de Nils Tavernier : Désiré

### Télévision
- 1992 : Goal : Olivier
- 1995 : Extrême Limite : le médecin (épisode Dérapage contrôlé)
- 1998 : Madame le Proviseur : Denis Labbé (épisodes Les intouchables et La maîtresse auxiliaire)
- 1998 : Avocats et Associés : Etienne Bouchon (épisode Morts en série)
- 1999 : Un cadeau, la vie ! de Jacob Berger : Paul Lesage
- 1999 : Mémoire de sang de Patrick Malakian
- 2002 : Amant de mes rêves de Christian François : Bertrand
- 2003 : Jean Moulin, une affaire française de Pierre Aknine
- 2003 : Je hais les enfants de Lorenzo Gabriele : Marc
- 2003 : Les Enfants du miracle de Sébastien Grall : Patrick Lantier
- 2003 : Le Grand Patron : Jean-Claude Ballard (épisode Le froid qui sauve)
- 2003 : Fred et son orchestre : Michel Bassay (épisode Roméo et Juliette)
- 2004 : La Crim' : Marquet (épisode Jugement dernier)
- 2005 : Bel ami de Philippe Triboit : Forestier
- 2005 : Jeff et Léo, flics et jumeaux : Luc Vanier (épisode La dernière séance)
- 2005 : Je t'aime à te tuer d'Alain Wermus : Nicolas
- 2005 : Trois femmes flics de Philippe Triboit : Leroy
- 2006 : Passés troubles de Serge Meynard : Talmond
- 2006 : Le Tuteur : Max (épisode Mission accomplie)
- 2006 : Au secours, les enfants reviennent ! de Thierry Binisti : Alain Leroy
- 2007 : Mariage surprise de Arnaud Sélignac : Isham
- 2007 : Les Jurés de Bertrand Arthuys : Pierre
- 2007 : Une lumière dans la nuit de Olivier Guignard : Frère Marie-Thomas
- 2008 : Le Silence de l'épervier de Dominique Ladoge : Julien Lefort
- 2009 : Des gens qui passent d'Alain Nahum : Guelin
- 2009 : Vive les vacances ! de Stéphane Kappes : Patrick
- 2009 : L'Évasion de Laurence Katrian : Georges
- 2010 : La Vénitienne de Saara Saarela : Froment
- 2010 : Un divorce de chien de Lorraine Lévy : Bernard
- 2010 : Marion Mazzano : Roland Masse
- 2010 - 2012 : Un village français : Crémieux
- 2011 : Un, deux, trois, voleurs de Gilles Mimouni : Capitaine Leduc
- 2011 : À dix minutes de nulle part d'Arnauld Mercadier : Voisin catho
- 2011 : La Vie en miettes de Denis Malleval : adjudant chef Blandin
- 2011 : Mort d'un président de Pierre Aknine : Michel Jobert
- 2012 : Des soucis et des hommes de Christophe Barraud : Stéphane
- 2013 : Kanaks, l'histoire oubliée de Stéphane Kappes : M. Peyrac
- 2013 : Ce monde est fou de Badreddine Mokrani : Alain Damier-Bechard
- 2013 : 15 jours ailleurs de Didier Bivel : Guillaume
- 2013 : Super Lola de Régis Musset : Laurent Fazière
- 2014 : Marie Curie, une femme sur le front d'Alain Brunard : Claudius Regaud
- 2014 : Candice Renoir : Vincent Fontanel (saison 2, épisode 5 : L'homme est un loup pour l'homme)
- 2014 : Détectives : Sébastien Peltier (épisode Adjugé vendu)
- 2014 : Des roses en hiver de Lorenzo Gabriele : Renato
- 2015 : Peplum de Philippe Lefebvre : Medici
- 2015 : Mongeville de Bruno Garcia : Martin Marsac (épisode Un silence de mort)
- 2015 : Crimes et botanique : Frédéric (épisode Une si longue absence)
- 2015 : Disparue de Charlotte Brändström : Jean Morel
- 2015 : Le Mystère du lac de Jérôme Cornuau : Nicolas Mazaud
- 2016 : Le Bureau des légendes : Spiesser (saison 2)
- 2016 : Crime à Martigues de Claude-Michel Rome : Dr Philippe Edmond
- 2016 : Les Grands de Joris Morio et Benjamin Parent : Humbert
- 2016 : Commissaire Magellan : Jérôme Vouvray (épisode La chorale de Saignac)
- 2017 : Holly Weed de Laurent de Vismes : le curé (série OCS)
- 2018 : The Romanoffs de Matthew Weiner : Denis
- 2019 : Philharmonia de Louis Choquette : Léopold Saint-Just
- 2019 : Alexandra Ehle : Olivier Girardon (saison 1, épisode 3 : La morte vivante)
- 2019 : Une vie après de Jean-Marc Brondolo : Lucas
- 2019 : Mirage de Louis Choquette : Eric
- 2020 : Le Canal des secrets de Julien Zidi : Etienne Richomme
- 2020 : La Flamme : Daniel
- 2020 : Faux semblants de Akim Isker : Jacques Miller
- 2021 : Intraitable de Marion Laine : Maître Boisseau
- 2021 : Léo Matteï, Brigade des mineurs : Claude Monnier (saison 8, épisodes 1 et 2 : Le silence de la mer)
- 2021 : Mention particulière : Bienvenue dans l'âge adulte de Cyril Gelblat : Patrick Renoux
- 2021 : Emma Bovary de Didier Bivel : Lheureux
- 2021 : Face à face de July Hygreck et Julien Zidi : Laurent Lartigue
- 2022 : Détox de Marie Jardillier : Bernard
- 2022 : Boomerang de Christian François : Renaud Monteil
- 2022 : L'Art du crime : Édouard Manet (saison 6, épisode 2 : La nouvelle Olympia)
- 2023 : Flair de famille de Didier Bivel : Jacques Vandamme (saison 1, épisode 2 : Rouge sang)
- 2023 : La Belle Étincelle de Hervé Mimran : Serge
- 2024 : À qui profite le doute ? de Stéphanie Tchou-Cotta : Christian Barrile
- 2024 : Poulets grillés de July Hygreck : Franck Sauveur (épisode 3 : Les secrets de l’hôtel)
- 2025 : Mort sur terre battue de Denis Malleval : Rémi Picard
- 2025 : Meurtres à Concarneau d'Adeline Darraux : Gwen Korrigan
- 2026 : Belphégor de Jérémy Mainguy : Antoine Frémont

## Théâtre
- 1991 : Richard II de William Shakespeare, mise en scène Yves Gasc, Théâtre des Célestins, Théâtre de l'Atelier
- 1993 : Carton rouge
- 1994 : L'Étranger d'Albert Camus
- 1995 : Dali
- 1996 : Le Roman de Lulu de Pierre-Olivier Scotto, mise en scène Didier Long
- 1998 : Le Baiser de la veuve de Israël Horovitz, mise en scène Pierre-Olivier Mornas
- 2000 : Pop Corn, mise en scène Stéphan Meldegg
- 2023 : Chers Parents d’Emmanuel Patron et Armelle Patron, théâtre de Paris